# Hotel Baron
L'Hotel Baron è un albergo di Aleppo fondato nel 1911 dalla famiglia armena Mazloumian, giunta in Siria dalla Turchia per sfuggire alle persecuzioni perpetrate dall'Impero ottomano a cavallo del XX secolo. È considerato il primo albergo costruito e gestito in chiave moderna del Medio Oriente.
In questo albergo sono stati ospitati diversi personaggi di rilievo del Novecento: negli anni trenta Agatha Christie scrisse Assassinio sull'Orient Express (Murder on the Orient Express) mentre alloggiava nella stanza numero 203 con il marito archeologo Max Mallowan. Nella stanza 202 alloggiò l'agente segreto, scrittore e archeologo Thomas Edward Lawrence. Il presidente egiziano Gamal Abd el-Nasser, alloggiò al Baron nel 1958 e qui vi pronunciò un discorso nel periodo in cui Siria ed Egitto furono fuse e venne proclamata la Repubblica Araba Unita.
In questo albergo sono state ambientate diverse opere letterarie tra cui I baroni di Aleppo di Flavia Amabile e Marco Tosatti del 2009.